# 44e cérémonie des People's Choice Awards
La 44e cérémonie des People's Choice Awards, organisée par Procter & Gamble, a lieu le 11 novembre 2018 et récompense les artistes, films, séries et chansons ayant le mieux servi la culture populaire. Elle est retransmise aux États-Unis pour la première fois par E!.
Les premiers nominations sont annoncées le 5 septembre 2018 et les derniers le 24 septembre 2018,.

## Performances
- Nicki Minaj & Tyga – "Hard White (Intro/Reprise)", "Good Form" & "Dip"
- Rita Ora – "Let You Love Me"
- John Legend – "Pride (In the Name of Love)"

## Nommés

### Cinéma
| Film de l'année | Film comique de l'année |
| --- | --- |
| - Avengers: Infinity War - Black Panther - Cinquante nuances plus claires - Les Indestructibles 2 - Sans un bruit                                                                                       | - L'Espion qui m'a larguée - Contrôle parental - Crazy Rich Asians - Love, Simon - Mamma Mia! Here We Go Again                                                                                           |
| Film d'action de l'année | Film dramatique de l'année |
| - Avengers: Infinity War - Black Panther - Deadpool 2 - Jurassic World: Fallen Kingdom - Ocean's 8 | - Cinquante nuances plus claires - Horse Soldiers - Midnight Sun - Sans un bruit - Red Sparrow |
| Film familial de l'année | Star de film dramatique de l'année |
| - Les Indestructibles 2 - Jean-Christophe et Winnie - Hôtel Transylvanie 3 : Des vacances monstrueuses - I Can Only Imagine - Un raccourci dans le temps                                                | - Jamie Dornan - Cinquante nuances plus claires - Emily Blunt - Sans un bruit - Chris Hemsworth - Horse Soldiers - John Krasinski - Sans un bruit - Jennifer Lawrence - Red Sparrow                      |
| Star masculine de cinéma de l'année | Star féminine de cinéma de l'année |
| - Chadwick Boseman - Black Panther - Robert Downey Jr. - Avengers: Infinity War - Chris Hemsworth - Avengers: Infinity War - Chris Pratt - Jurassic World: Fallen Kingdom - Nick Robinson - Love, Simon | - Scarlett Johansson - Avengers: Infinity War - Sandra Bullock - Ocean's 8 - Anne Hathaway - Ocean's 8 - Bryce Dallas Howard - Jurassic World: Fallen Kingdom - Lily James - Mamma Mia! Here We Go Again |
| Star de comédie de l'année | Star d'un film d'action de l'année |
| - Melissa McCarthy - Mère incontrôlable à la fac - John Cena - Contrôle parental - Mila Kunis - L'Espion qui m'a larguée - Nick Robinson - Love, Simon - Amanda Seyfried - Mamma Mia! Here We Go Again  | - Danai Gurira - Black Panther - Chadwick Boseman - Black Panther - Chris Hemsworth - Avengers: Infinity War - Chris Pratt - Jurassic World: Fallen Kingdom - Ryan Reynolds - Deadpool 2                 |

### Télévision
| Série télévisée de l'année | Série télévisée dramatique de l'année |
| --- | --- |
| - Shadowhunters - 13 Reasons Why - The Big Bang Theory - Grey's Anatomy - This Is Us                                                                                             | - Riverdale - 13 Reasons Why - Grey's Anatomy - The Handmaid's Tale : La Servante écarlate - This Is Us                                                                                |
| Série télévisée de comédie de l'année | Série Revival de l'année |
| - Orange Is The New Black - The Big Bang Theory - Black-ish - The Good Place - Modern Family                                                                                     | - Dynastie - American Idol - Jersey Shore: Family Vacation - Au fil des jours - Queer Eye                                                                                              |
| Télé-réalité de l'année | Émission de compétition de l'année |
| - L'Incroyable Famille Kardashian - Chrisley Knows Best - Jersey Shore: Family Vacation - Queer Eye - Vanderpump Rules                                                           | - The Voice - America's Got Talent - Big Brother - Ellen's Game of Games - RuPaul's Drag Race                                                                                          |
| Star masculine de série télévisée de l'année | Star féminine de série télévisée de l'année |
| - Harry Shum Jr - Shadowhunters - Justin Chambers - Grey's Anatomy - Freddie Highmore - Good Doctor - Andrew Lincoln - The Walking Dead - Cole Sprouse - Riverdale               | - Katherine McNamara - Shadowhunters - Viola Davis - How to Get Away with Murder - Camila Mendes - Riverdale - Mandy Moore - This Is Us - Ellen Pompeo - Grey's Anatomy                |
| Star de série télévisée dramatique de l'année | Star de série télévisée de comédie de l'année |
| - Mariska Hargitay - New York, unité spéciale - K.J. Apa - Riverdale - Darren Criss - American Crime Story - Katherine Langford - 13 Reasons Why - Ellen Pompeo - Grey's Anatomy | - Jim Parsons - The Big Bang Theory - Drew Barrymore - Santa Clarita Diet - Kristen Bell - The Good Place - Donald Glover - Atlanta - Sofia Vergara - Modern Family                    |
| Talk-show de jour de l'année | Talk-show de soirée de l'année |
| - The Ellen DeGeneres Show - Live with Kelly and Ryan - The Real - Red Table Talk - Steve                                                                                        | - The Tonight Show Starring Jimmy Fallon - Le Daily Show - Jimmy Kimmel Live! - The Late Late Show with James Corden - Watch What Happens Live with Andy Cohen                         |
| Participant à une émission de compétition de l'année | Star de télé-réalite de l'année |
| - Maddie Poppe - American Idol - Nikki Bella - Dancing with the Stars - Brynn Cartelli - The Voice - Eva Igo - Wold of Dance - Cody Nickson - The Amazing Race                   | - Khloé Kardashian - L'Incroyable Famille Kardashian - Nikki Bella - Total Bellas - Paul D - Jersey Shore: Family Vacation - Joanna Gaines - Fixer Upper - Antoni Porowski - Queer Eye |
| Série la plus digne préféré de 2018 | Série télévisée de science-fiction ou fantastique de l'année |
| - Shadowhunters - 13 Reasons Why - Outlander - Queer Eye - Shameless | - Wynonna Earp - The Expanse - The Originals - Shadowhunters - Supernatural |

### Musique
| Artiste masculin de l'année | Artiste féminine de l'année |
| --- | --- |
| - Shawn Mendes - Drake - Bruno Mars - Ed Sheeran - Keith Urban | - Nicki Minaj - Cardi B - Camila Cabello - Ariana Grande - Taylor Swift                                                                                                  |
| Groupe de l'année | Chanson de l'année |
| - BTS - 5 Seconds of Summer - Panic! at the Disco - Super Junior - Twenty One Pilots | - "Idol" de BTS - "Back to You" de Selena Gomez - "I Like It" de Cardi B, Bad Bunny et J Balvin - "In My Blood" de Shawn Mendes - "No Tears Left to Cry" d'Ariana Grande |
| Album de l'année | Artiste de country de l'année |
| - Queen de Nicki Minaj - Camila de Camila Cabello - Invasion of Privacy de Cardi B - Shawn Mendes de Shawn Mendes - Sweetener d'Ariana Grande                                           | - Blake Shelton - Luke Bryan - Thomas Rhett - Carrie Underwood - Keith Urban                                                                                             |
| Artiste de musique latine de l'année | Clip vidéo de l'année |
| - CNCO - J Balvin - Bad Bunny - Becky G - Shakira | - "Idol" de BTS - "Back to You" de Selena Gomez - "Never Be the Same" de Camila Cabello - "No Tears Left to Cry" d'Ariana Grande - "This Is America" de Childish Gambino |
| Tournée musicale de l'année | |
| - Reputation Stadium Tour de Taylor Swift - On the Run II Tour de Beyoncé & Jay-Z - Piece of Me Tour de Britney Spears - Super Show 7 de Super Junior - Witness: The Tour de Katy Perry | |

### Culture populaire
| Personnalité des réseaux sociaux de l'année                                      | Influenceur beauté de l'année |
| -------------------------------------------------------------------------------- | --- |
| - Shane Dawson - Amanda Cerny - The Dolan Twins - Jenna Marbles - Lele Pons      | - James Charles - Jackie Aina - Brooklyn and Bailey McKnight - NikkieTutorials - Bretman Rock                                                       |
| Célébrité sur les réseaux sociaux de l'année                                     | Animal célèbre de l'année |
| - BTS - Ellen DeGeneres - Selena Gomez - Taylor Swift - Chrissy Teigen           | - Crusoé Le Teckel - April La Girafe - Cole & Marmalade - Gone to the Snow Dogs - Lil Bub                                                           |
| Comédien de l'année                                                              | Star du style de l'année |
| - Kevin Hart - Tiffany Haddish - Amy Schumer - Marlon Wayans - Ali Wong          | - Harry Styles - Beyonce - Blake Lively - Emma Watson - Zendaya                                                                                     |
| Sportif de l'année                                                               | Podcast de l'année |
| - Serena Williams - Nia Jax - Colin Kaepernick - Aly Raisman - Cristiano Ronaldo | - Scrubbing In with Becca Tilley & Tanya Rad - Amy Schumer Presents: 3 Girls, 1 Keith - Anna Faris is Unqualified - Chicks in the Office - LadyGang |
| Le Canadien le plus médiatisé de l'année                                         | L'Influenceur pop culture francophone de l'année |
| - Tessa Virtue & Scott Moir - Drake - Shawn Mendes - Sandra Oh - Ryan Reynolds   | - Lufy - Beauty Active - Pembe Cherole - Stéphanie Durant - Horia                                                                                   |

## Autre

### Icone de la mode de l'année
- Victoria Beckham

### Icone du public de l'année
- Melissa McCarthy

### Champion du public
- Bryan Stevenson